# Hugh Algernon Weddell

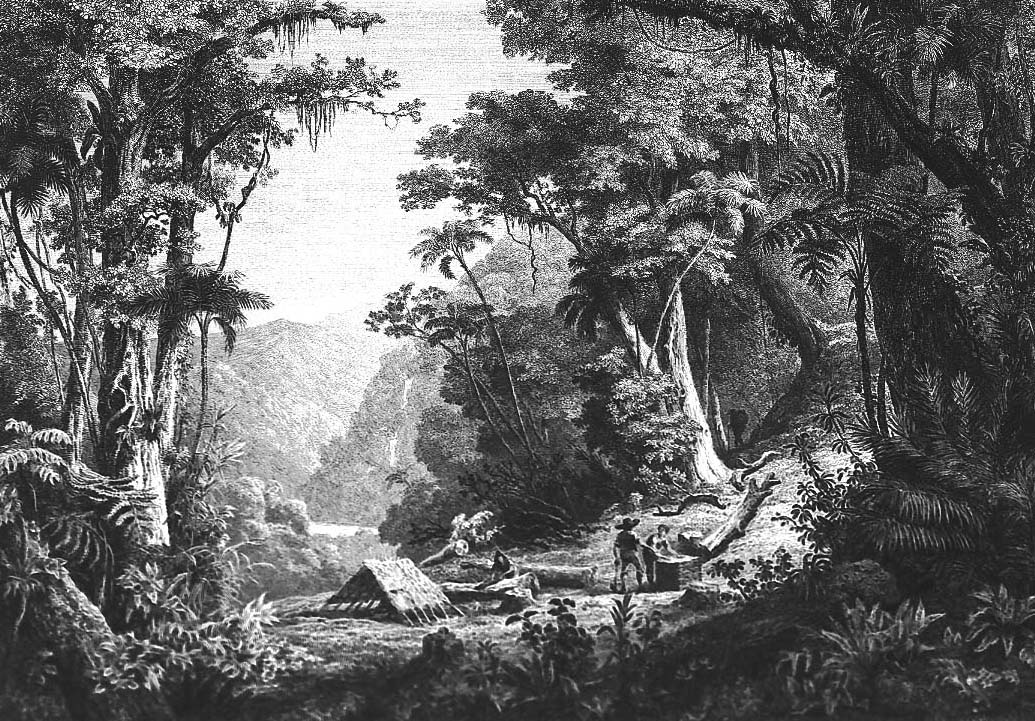
Vallée de San Juan del Oro by J. Denis
in Histoire naturelle des quinquinas

Hugh Algernon Weddell (22 juni 1819 – 22 juli 1877) was een arts en botanicus, gespecialiseerd in de Zuid-Amerikaanse flora.
Weddell werd geboren in Birches House, Painswick bij Gloucester, Engeland, maar groeide op in Frankrijk en volgde zijn opleiding aan het Lycée Henri IV, waar hij in 1841 een medische graad behaalde. Hij had ook botanie gestudeerd en werd een gerespecteerd lid van de Franse botanische broederschap. Tijdens zijn studie vergezelde hij Adrien-Henri de Jussieu (1797-1853) bij talrijke botaniseringsexpedities en werkte hij samen met Ernest Cosson (1819-1889) en Jacques Germain de Saint-Pierre (1815-1882) bij de voorbereiding van de Flore des environs de Parijs (1845). In 1843 werd hij uitgenodigd om deel te nemen aan de expeditie van François Louis de la Porte, comte de Castelnau naar Zuid-Amerika, en hij onderzocht en verzamelde vijf jaar lang planten op dat continent.

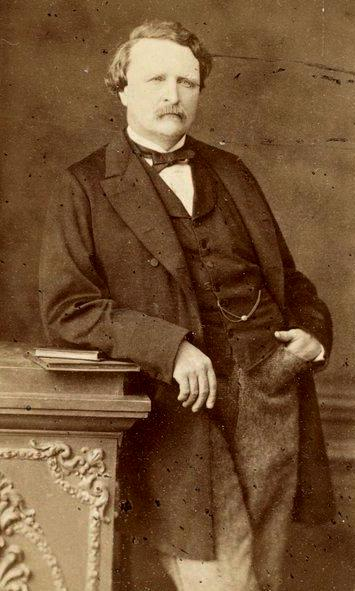

In mei 1845 verliet Weddell de expeditie, die zich op dat moment in Paraguay bevond, en vervolgde zijn reis naar Peru en Bolivia. Voordat hij Parijs verliet, had hij van het Muséum national d'Histoire naturelle de opdracht gekregen om een grondig onderzoek uit te voeren naar de kinaplant (Cinchona, Rubiaceae), of koortsschors-boom in zijn oorspronkelijke habitat. Kina, de bron van kinine, was van groot commercieel belang en Europeanen deden er al bijna tweehonderd jaar onderzoek naar met als doel het te kunnen verbouwen in streken ver verwijderd van het Andesgebergte. Weddell onderzocht een aantal gebieden waar deze bomen groeiden en identificeerde maar liefst vijftien verschillende soorten van het geslacht Cinchona (Rubiaceae). De zaden die hij meenam naar Parijs werden opgekweekt in de Jardin des Plantes, en de planten werden gebruikt om kinabossen aan te leggen op Java en elders in Oost-Indië.
In 1847 trouwde hij met Manuela Bolognesi,  een inwoner van Arequipa. In maart 1848 was hij teruggekeerd naar Parijs en liet zijn vrouw achter in Zuid-Amerika.
In Parijs kreeg Weddell de functie van assistent-natuuronderzoeker bij het museum. Hij bekleedde dit ambt tot 1853. Weddell maakte in 1851 een tweede reis naar Zuid-Amerika. Hij keerde terug naar Frankrijk en stierf op 22 juli 1877 in Poitiers, waar hij voor zijn vader zorgde.

## Eerbetoon
Hij wordt herdacht in de namen van een aantal planten en dieren, waaronder Weddells aratinga, Aratinga weddellii (Deville, 1851) , de Andes-endeem  Linochilus weddellii (S.F.Blake) (Compositae) , het plantengeslacht Weddellina Tul.,  en de meerval Anadoras weddellii (Castelnau, 1855). 
Deze botanicus wordt aangeduid met de afkorting Wedd. bij het citeren van een botanische naam. 

## Publicaties
- Histoire naturelle des quinquinas (1849) - monografie van de kinaplant
- Additions à la flore de l'Amérique du Sud (1850) - de beschrijving van zijn eerste reis naar Zuid-Amerika.
- Voyage dans la Nord de la Bolivie (1853) - beschrijving van zijn tweede reis naar Zuid-Amerika.
- Chloris andina: essai d'une flore de la region alpine des Cordillères de l'Amérique du Sud (twee delen) (1855-1861) - het vormt het zesde deel van Francis de Castelnau's Expédition dans les parties centrals de l'Amérique du Sud (1850-1859).